# La Mort de Przemysl II
La Mort de Przemysl à Rogoźno est un tableau réalisé par Jan Matejko en 1875.

## Historique
Le tableau a été exposé trois fois en Pologne.
La première fois, il est dévoilé à la Société des amis des beaux-arts (pl) de Cracovie, dès la réalisation de l'œuvre, en 1875.
Ensuite, il est présenté au public de l'Exposition universelle de Galicie, à Lviv, en 1894. Acheté après l'exposition par l'évêque Josip Juraj Strossmayer, il est envoyé à la jeune Académie des sciences de Zagreb.
Le tableau appartient maintenant à la Galerie moderne de Zagreb (en), qui l'a prêté au Musée national de Poznań pendant trois mois à l'automne 2007.
Depuis le 30 mai 2008, une copie du tableau, réalisée par Jerzy Winkler (pl), est exposée au château royal de Poznań.

## Sujet
La tentative d'assassinat du roi Przemysl II à Rogoźno a eu lieu le mercredi des Cendres, le 8 février 1296, lorsque la cour et le roi étaient toujours endormis après le carnaval de la veille. Surpris en rêve, le roi parvient à prendre les armes, mais il est grièvement blessé. Les assaillants l'emmènent avec eux, mais comme il saigne beaucoup, ils l'abandonnent en chemin.
Dans la peinture polonaise, Wojciech Gerson revient sur le thème de la mort du roi en 1881, et sa peinture fait partie de la collection du Musée national de Varsovie.

## Description
Jan Matejko s'est très librement inspiré des documents historiques. Sur sa toile, la scène se déroule dans une salle de parade, et non dans une chambre, tandis que le roi est entièrement vêtu et conscient. Un combat ouvert a lieu, un duel à l'épée entre les assaillants et le roi et son entourage, même si l'avantage des premiers est visible. Matejko a également inclus les figures de deux femmes terrifiées dans le tableau : l'épouse du roi Przemysl II, Marguerite, et sa fille, Élisabeth Ryksa, mariée plus tard au roi Venceslas II. On ne sait rien de la présence des deux femmes à Rogoźno à partir de sources historiques.